# Темний лицар повертається
«Темний лицар повертається» (англ. The Dark Knight Rises) — американський фільм 2012 року режисера Крістофера Нолана, який також став співсценаристом разом зі своїм братом Джонатаном Ноланом. Базований на персонажі коміксів про Бетмена компанії DC Comics, фільм є третім із Ноланівської серії про Бетмена після Бетмен: Початок (2005) і Темний лицар (2008). «Темний лицар повертається» є завершальною стрічкою кіносерії. Крістіан Бейл, Майкл Кейн, Ґері Олдмен, Морган Фрімен і Кілліан Мерфі зіграли ті ж ролі, що в «Бетмен: Початок» і «Темний лицар». Дія фільму відбувається через вісім років після подій «Темного лицаря». З'являються нові персонажі: Жінка-Кішка та Бейн, зіграні Енн Гетевей і Томом Гарді відповідно.
Світова прем'єра фільму «Темний лицар повертається» відбулася 16 липня 2012 в Нью-Йорку, у широкий прокат стрічка вийшла у звичайному форматі й IMAX 20 липня 2012 в США, Канаді та Великій Британії, в Україні з 26 липня, з допрем'єрними показами 21 липня.
На 1 березня 2024 року фільм займав 71-шу позицію у списку 250 кращих фільмів за версією IMDb.

## Сюжет
Минуло вісім років після загибелі Гарві Дента, задля збереження доброго образу якого Бетмен став вигнанцем. Місто Ґотем відтоді майже не знає злочинності, однак, ця безпека оманлива. Терорист в масці на ім'я Бейн влаштовує авіакатастрофу, щоб убити російського вченого-ядерника доктора Павела, котрий відмовився з ним співпрацювати.
Комісар Гордон готує промову на день пам'яті Дента, де планує розповісти, що той насправді був злочинцем, але не наважується її виголосити. Мільйонер Брюс Вейн, який і був Бетменом, вже давно не з'являється на публіці, що стає підставою для різних чуток. Тим часом злодійка Селіна Кайл проникає в особняк Брюса Вейна і краде намисто його матері. Брюс викриває її та відпускає за умови, що злодійка поверне вкрадене. Офіцер Джон «Робін» Блейк знаходить комісара Гордона. Йому здається дивним, що ніхто не шукав Бетмена після того, як він убив Дента, і підозрює Гордона у приховуванні правди.
Дворецький Вейна Альфред стурбований особистим життям Брюса. Офіцер Блейк тим часом розслідує смерть підлітка, котрий втік із притулку. Він дізнається, що фонд Вейна перестав давати притулку гроші, тому підлітки змушені шукати кращого життя з різними непевними особами. Селіна Кайл намагається продати відбитки Вейна злочинному конгресмену, але той відмовляється виконувати свої зобов'язання, воліючи вбити її, як непотрібного свідка. Селіна за це викликає поліцію та тікає, а злочинці ховаються в каналізації. Комісар Гордон із загоном поліцейських вирушає за ними, але потрапляє в полон до Бейна. Терорист знаходить в кишені Гордона промову про те, ким насправді був Гарві Дент підкінець життя — божевільним Дволиким. Комісару вдається втекти, стрибнувши в бурхливий потік, а згодом його рятує Блейк.
Блейк здогадується, що Брюс Вейн був Бетменом, і просить його знову виступити в ролі супергероя — рятівника Ґотема. Брюс, видаючи себе за іншу людину, відвідує комісара в лікарні і чує від нього, що Бетмен повинен повернутися. Вейн вирішує, що варто повернутися йому як світській особі, але не як супергерою. Тому він вперше за багато років відвідує урочистий бал, влаштований Мірандою Тейт, однією з ради директорів його компанії «Wayne Enterprises».
Брюс приходить до винахідника Люциса Фокса, який переконує його знову одягнути костюм Бетмена розповіддю про Бейна. Він показує і нову розробку — літак «Кажан». Дворецький Альфред намагається зупинити Брюса, вважаючи, що мільйонер потрібніший Ґотему, ніж Бетмен. Тим часом Бейн і його спільники захоплюють фондову біржу з метою обвалити курс валют. Бетмен прибуває врятувати заручників, однак капітан Пітер Фоулі, що заміщає комісара Гордона, прагне прославитися і тому береться переслідувати легендарного Бетмена. Супергерой змушений ховатися від поліції.
Селіна Кайл в образі Жінки-кішки проникає в будинок Джона Даггета, що володіє розробкою «Чистий аркуш», здатною знищити досьє на будь-якого злочинця. Вона сподівається обміняти відбитки Вейна на цю розробку, однак Даггет розповідає, що «Чистий аркуш» вигадка. Даггет наказує схопити злодійку, але її рятує Бетмен на «Кажані». Альфред, засмучений рішенням Брюса повернутися до образу Бетмена, вирішує звільнитися. Люцис повідомляє, що внаслідок нападу на фондову біржу Брюс Вейн втратив свої статки і керівництво його компанією «Wayne Enterprises» може перейти в руки Джона Даггета.
Брюс хоче переконати раду директорів вибрати керівником компанії Міранду Тейт і вирішує показати свій енергетичний проєкт, який може забезпечити безкоштовною електрикою весь Ґотем. Бейн тим часом розказує Даггету, що своїм нападом на біржу зробив його багатієм лише аби легко заволодіти статками і майном Вейна. Вирішивши, що Даггет більше йому не потрібен, Бейн вбиває його. Брюс в образі Бетмена просить Селіну привести його до Бейна в обмін на програму «Чистий аркуш». Джеймс Гордон же призначає Блейка детективом, тим самим забираючи його з-під керівництва капітана Пітера Фоулі. Брюс, повернувшись у свій порожній маєток, зустрічає там Міранду і проводить з нею ніч.
Наступної ночі Бетмен натякає хто він і вирушає з Жінкою-кішкою до підземель, де ховається Бейн, але злодійка заводить його в пастку. Бейн перемагає Бетмена й ламає йому хребет. Детектив Блейк розшукує Вейна й у пошуках натрапляє на Селіну Кайл, яку арештовує. Вейн приходить до тями у підпільній в'язниці під назвою «Яма», звідки, як кажуть в'язні, ніхто не тікав, крім одного підлітка. Бейн захоплює реактор Вейна, з метою підірвати його і знищити Ґотем. Для цього він виймає активну зону і ховає її, але вона все одно вибухне за кілька місяців. Після цього терорист заманює більшість поліції міста до підземних тунелів під стадіоном, які завалює вибухами. Мер Ґотема гине, Бейн влаштовує показовий виступ перед глядачами стадіону. Він показує фізика Павела, смерть якого інсценізував, і показово вбиває його як єдиного, здатного знешкодити активну зону реактора. Детонатор від встановленої на пристрій бомби він ховає у когось із жителів, погрожуючи, що якщо хто-небудь покине Ґотем, то тим самим передчасно спричинить вибух. Бейн оголошує правду про Дента і як він несправедливо кинув сотні людей до «Блекгейт», і що Бетмен взяв на себе його вину. Знищивши Ґотем, лиходій прагне відібрати владу в нечесних можновладців і дати її народу. Всі ув'язнені випускаються, серед них і Жінка-кішка. Вейн дізнається все це з новин по телевізору. В «Ямі» тюремний лікар допомагає Брюсу вилікувати хребет і розповідає історію про єдину людину, яка зуміла вибратися з цієї в'язниці. Колись Бейн допоміг втекти доньці Рас аль Гула — відомого суперлиходія, глави Ліги Тіней, яка прагне знищувати міста, що погрузли в несправедливості. Після цього він був жорстоко побитий наглядачами і відтоді страждає від постійного болю.
Минає кілька місяців, Ґотем перебуває під контролем Ліги Тіней. Блейк допомагає сирітському притулку, а Брюс одужує і кілька разів намагається вибратися з «Ями», проте безуспішно. Поліцейські й солдати, що таємно проникли в місто, збираються провести антитерористичну операцію. Люцис Фокс повідомляє їм, що реактор вибухне за 23 дні. Сліпий старий з «Ями» радить Вейну лізти нагору без мотузки, щоб страх смерті надав сил. Брюс дослухається до поради і вибирається нагору, після чого скидає ув'язненим мотузку.
До детонації бомби залишається менше доби, і змовники проти Бейна здогадуються — детонатор у когось з його спільників. Але лідери змови, Джеймс Гордон і Міранда Тейт, потрапляють у пастку, їх засуджують до «страти через вигнання» — втекти з міста по тонкому льоду. Операція зі звільнення поліцейських зривається через зрадника, але Вейн розшукує Селіну, і обоє рятують Гордона, Блейка і випускають з підземелля поліцейських. Блейк вирушає вивести якомога більше містян з Ґотема. На ранок поліція виходить на вулиці міста проти армії бандитів Бейна. Бетмен виявляє, що слабке місце Бейна — його маска, яка постачає знеболювальне, та ламає її. Бетмен випитує в ослабленого лиходія, в кого детонатор, але Бейн не відповідає. Раптово Міранда, яка виявилася донькою Рас аль Гула, з'являється позаду і показує детонатор. У цей час Гордон знаходить активну зону реактора і блокує бомбу на ній. Бейн знову намагається вбити Бетмена, коли раптово з'являється Жінка-кішка і вистрілює в лиходія зі зброї на мотоциклі Бетмена. Супергерой же сідає в «Кажана», щоб зачепити активну зону та скинути її в затоку за містом. Стається вибух, зате Ґотем лишається цілим.
Брюса оголошують загиблим, частина його багатства витрачається на добродійність, решта дістається Альфреду. Таким чином особа Бетмена лишається невідомою, але йому встановлюють пам'ятник. За якийсь час Люцис Фокс дізнається, що Брюс розробив автопілот для «Кажана», отож міг вижити. Альфред приїжджає у Флоренцію і в своєму улюбленому кафе помічає Брюса, який обідає з Селіною. Джон Блейк, взявши собі прізвисько Робін, звільняється з поліції і спускається до бет-печери, щоб стати новим захисником Ґотема.

## У ролях
- Крістіан Бейл — Брюс Вейн / Бетмен
- Том Гарді — Бейн
- Енн Гетевей — Селіна Кайл / Жінка-Кішка
- Майкл Кейн — Альфред Пенніворт
- Ґері Олдмен — комісар Джим Гордон
- Морган Фрімен — Люціус Фокс
- Маріон Котіяр — Талія аль Гул/Міранда Тейт, член правління «Wayne Enterprises»[3]
  - Джої Кінг — юна Талія аль Гул
- Джозеф Гордон-Левітт — Джон Блейк, поліцейський[3]
- Кілліан Мерфі — Доктор Крейн
- Ліам Нісон — Рас аль Гул
  - Джош Пенс — молодий Рас аль Гул
- Нестор Карбонел — Мер
- Алон Абутбул — Доктор Леонід Павлов, російський фізик-ядерник
- Джуно Темпл — Голлі Робінсон, друг і спільник Селіни Кайл
- Метью Модайн — заступник комісара Пітер Фолі
- Бретт Каллен — суддя
- Кріс Елліс — священик
- Ейдан Гіллен — агент ЦРУ Білл Вілсон
- Берн Ґорман — Філіп Страйвер
- Роберт Віздом — армійський капітан
- Роб Браун — офіцер поліції
- Том Конті — в'язень
- Крістофер Джадж — поплічник Бейна.

## Виробництво
Нолан спочатку вагався щодо доцільності знімання третьої частини, проте вирішив усе ж таки повернутися після того, як його брат Джонатан Нолан і Девід Гойер написали сценарій. Знімання фільму відбувалося з травня по листопад 2011 року і проходило в Джодхпурі, Лондоні, Ноттінгемі, Глазго, Лос-Анджелесі, Нью-Йорку, Нью-Джерсі та Піттсбурзі. Нолан використовував камери IMAX в більшій частині знімання для кращої якості зображення. Як і в «Темному лицарі», ще на ранніх стадіях виробництва фільму застосовувався вірусний маркетинг для допомоги просування майбутнього фільму. Під час знімання Warner Bros. провела кілька маркетингових компаній, як-от розробка рекламних сайтів, випуски нарізок з фільму, трейлерів чи оприлюднення шматочків сюжету. Внаслідок цього, а також інших факторів «Темний лицар повертається» став найочікуванішим фільмом літа та одним з найочікуваніших фільмів року 2012-го.

## Фотогалерея

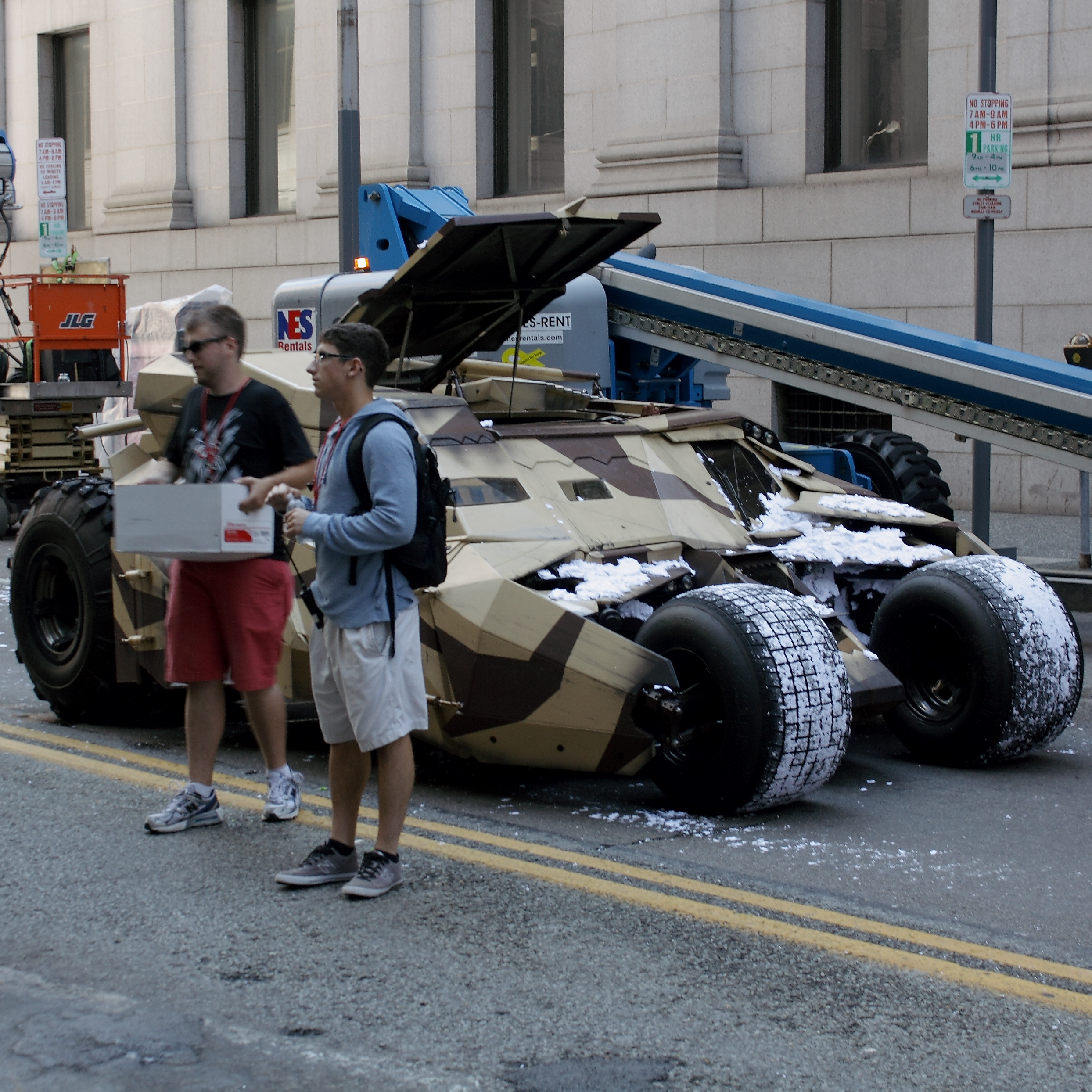
Бетмобіль під час знімання у Пітсбурзі
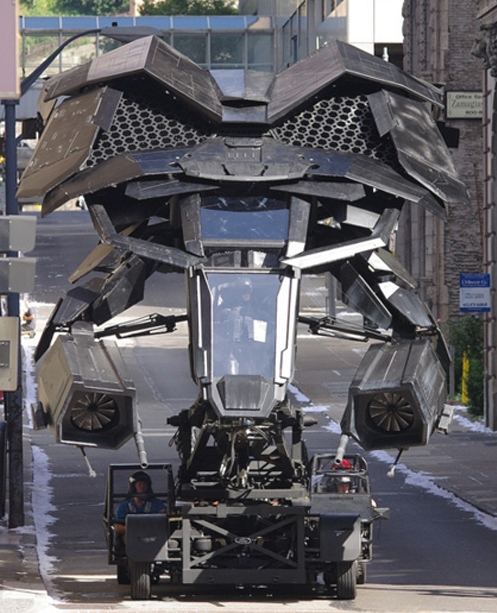
"Кажан" на зйомках
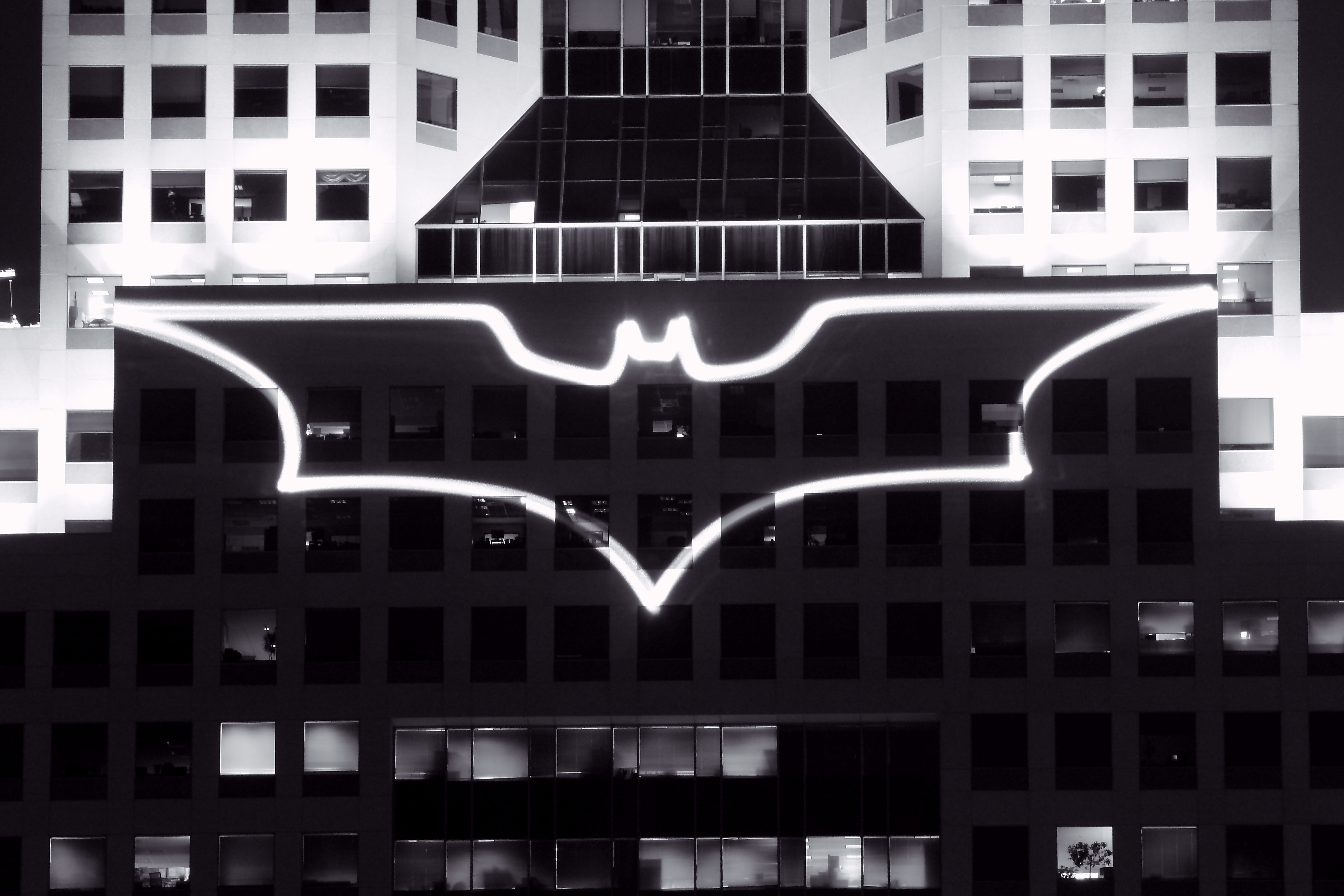
Проєктування Бет-сигналу на хмародері «Хіллман Тауер» під час знімання у Пітсбурзі
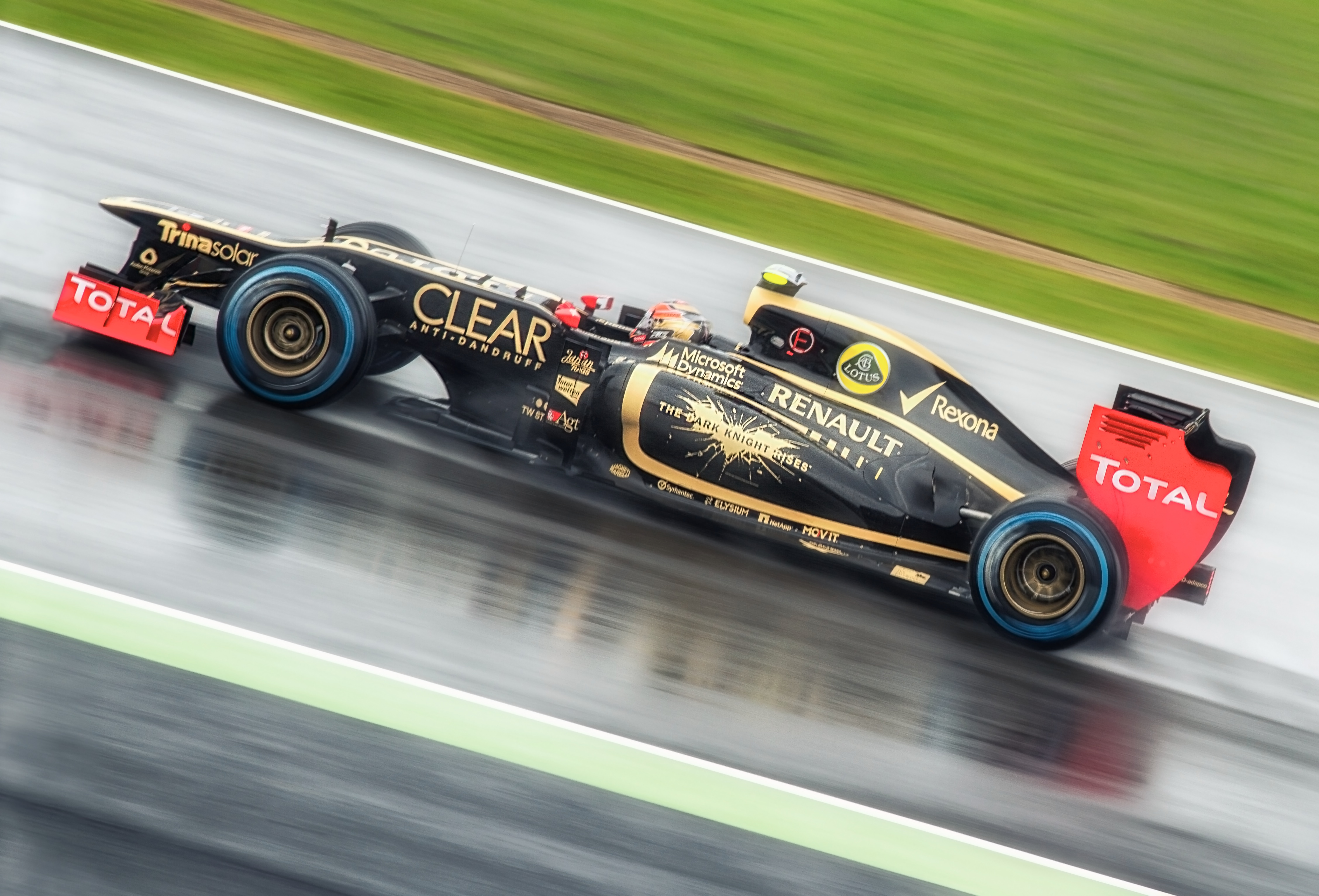
Болід Lotus з логотипом фільму на Гран-прі Великої Британії 2012 року в ході рекламної кампанії фільму
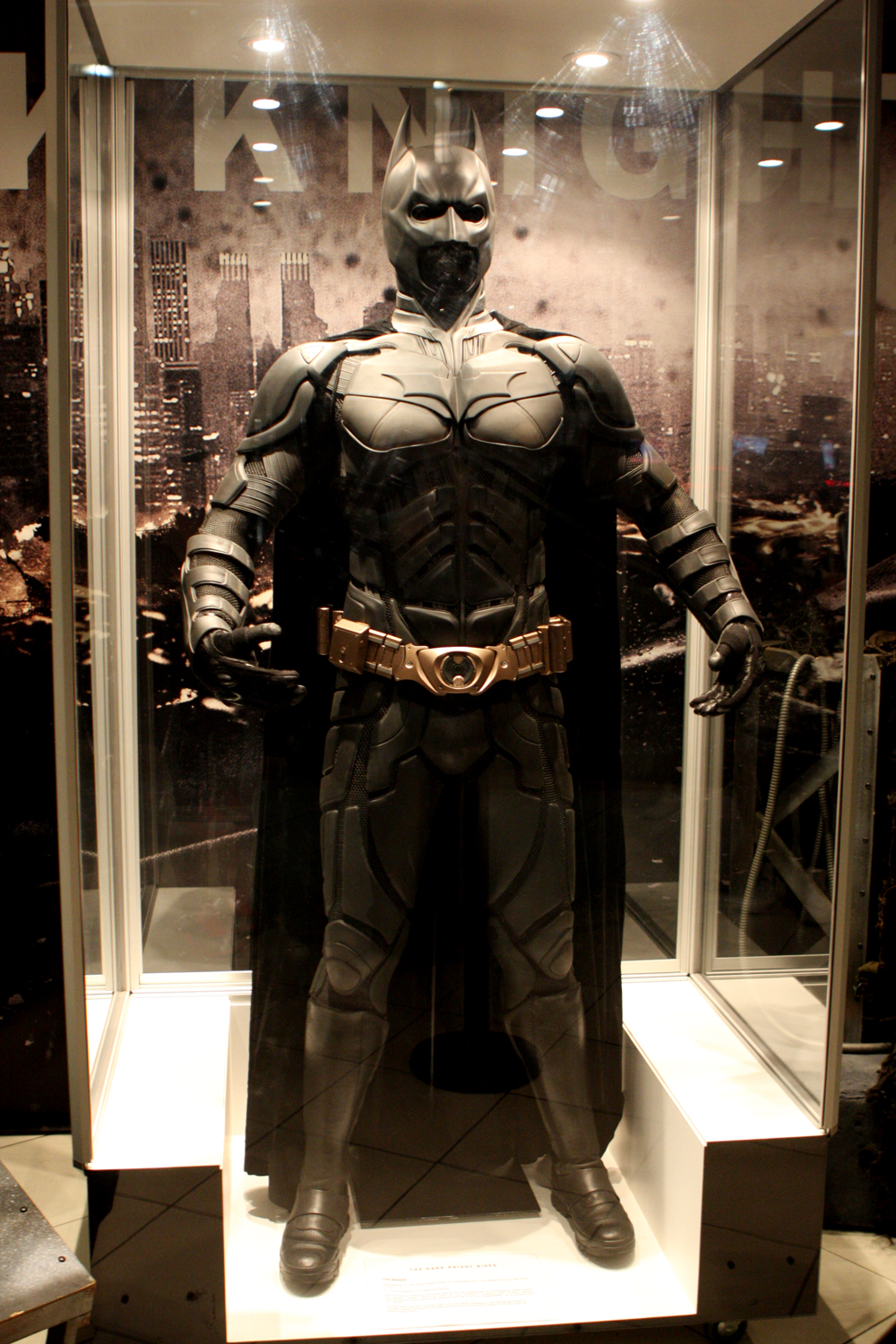
Костюм Бетмена
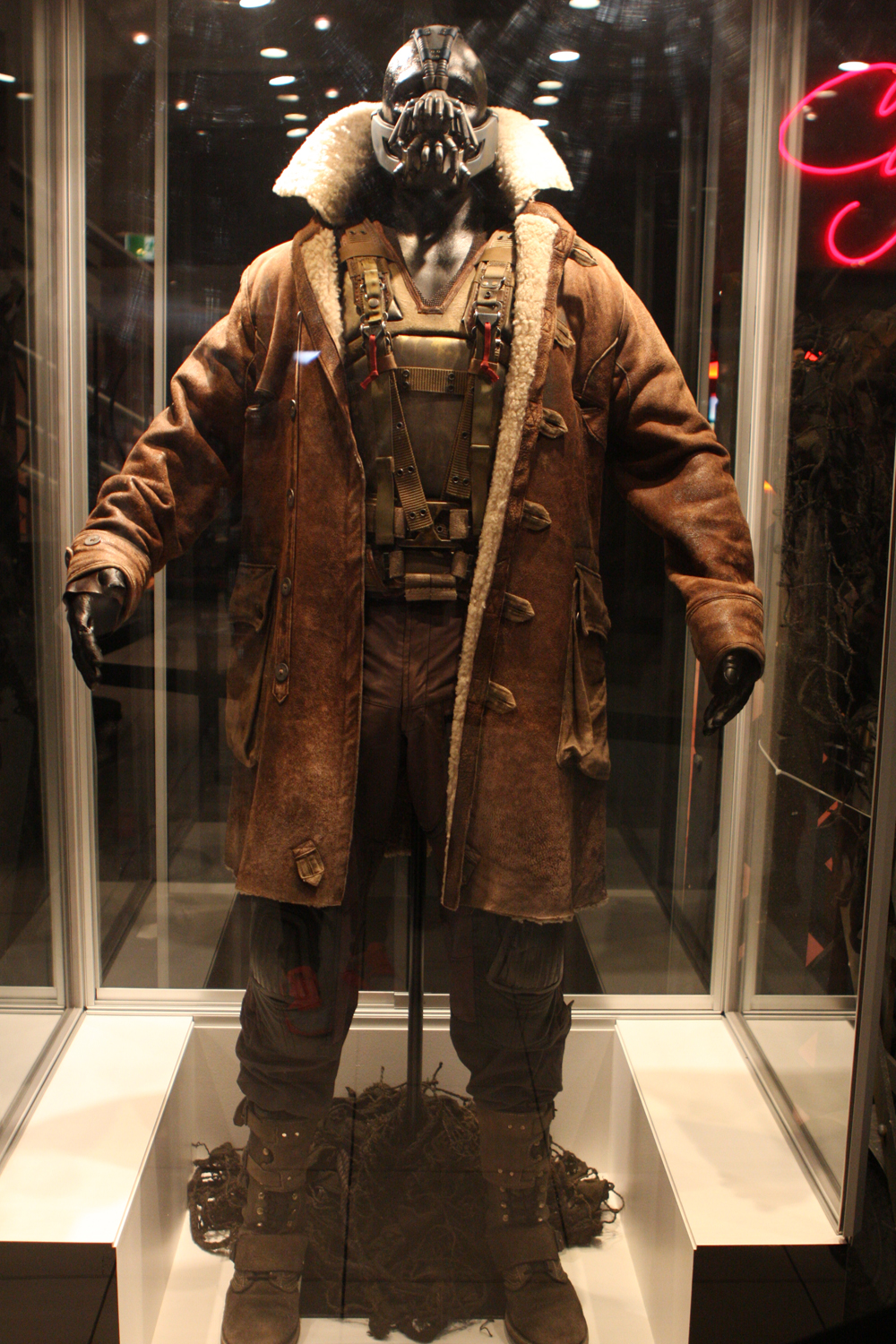
Костюм Бейна

## Саундтрек
Автор музики і слів Ганс Ціммер. 
| #     | Назва                | Тривалість |
| ----- | -------------------- | ---------- |
| 1.    | «A Storm Is Coming»  | 0:37       |
| 2.    | «On Thin Ice»        | 2:55       |
| 3.    | «Gotham's Reckoning» | 4:08       |
| 4.    | «Mind If I Cut in?»  | 3:27       |
| 5.    | «Underground Army»   | 3:12       |
| 6.    | «Born in Darkness»   | 1:57       |
| 7.    | «The Fire Rises»     | 5:33       |
| 8.    | «Nothing Out There»  | 2:51       |
| 9.    | «Despair»            | 3:14       |
| 10.   | «Fear Will Find You» | 3:08       |
| 11.   | «Why Do We Fall?»    | 2:03       |
| 12.   | «Death By Exile»     | 0:23       |
| 13.   | «Imagine the Fire»   | 7:25       |
| 14.   | «Necessary Evil»     | 3:16       |
| 15.   | «Rise»               | 7:11       |
| 51:20 |                      |            |

| Цифрові бонусні треки | Цифрові бонусні треки                  | Цифрові бонусні треки |
| #                     | Назва                                  | Тривалість            |
| --------------------- | -------------------------------------- | --------------------- |
| 16.                   | «Bombers Over Ibiza» (Junkie XL Remix) | 5:51                  |
| 17.                   | «The Shadows Betray You»               | 5:20                  |
| 18.                   | «The End»                              | 6:13                  |

| Розширені бонусні треки для CD | Розширені бонусні треки для CD         | Розширені бонусні треки для CD |
| #                              | Назва                                  | Тривалість                     |
| ------------------------------ | -------------------------------------- | ------------------------------ |
| 16.                            | «Bombers Over Ibiza» (Junkie XL Remix) | 5:51                           |
| 17.                            | «No Stone Unturned»                    | 7:29                           |
| 18.                            | «Risen from Darkness»                  | 4:27                           |

| Ексклюзивний трек на Movie Tickets.com | Ексклюзивний трек на Movie Tickets.com | Ексклюзивний трек на Movie Tickets.com |
| #                                      | Назва                                  | Тривалість                             |
| -------------------------------------- | -------------------------------------- | -------------------------------------- |
| 16.                                    | «All Out War»                          | 3:17                                   |

## Критика
Ще до виходу у широкий прокат фільм був продемонстрований журналістам, кінокритикам і представникам кіноіндустрії для написання оглядових статей і рецензій. Фільм отримав загалом схвальні відгуки від кінокритиків. На сайті Rotten Tomatoes зібрано 295 рецензій, з яких 87 % позитивні, а загальний рейтинг становить 8 балів з 10. Сайт Metacritic оцінив фільм на 78 балів зі 100 на основі 45 оглядів. Однак були і ті, які критикували фінальну частину трилогії. Так, відомий кінокритик Крісті Лімайр поставила картині два бали в своїй рецензії, опублікованій у впливовій газеті The Washington Times. «Проєкт Нолана — продукт холодного розрахунку, і це позбавляє його всякої емоційності. Він повний смерті і мороку, але в ньому немає серця. Немає жодної причини співпереживати героям, оскільки вони функціонують як ґвинтики в ретельно продуманій, хаотичній машині, а зовсім не як люди, за душі яких йде боротьба», — написала Ламайр. Після публікації цієї рецензії на адресу автора посипалися погрози від розсерджених фанатів.

## Стрілянина в Аврорі, Колорадо
20 липня 2012 року під час нічного показу фільму в містечку Аврора, штат Колорадо в кінотеатрі «Century 16» озброєний чоловік влаштував стрілянину. Щонайменше 12 осіб загинуло і близько 59 отримало вогнепальні поранення. Представник місцевої поліції сказав, що прем'єра фільму розпочалася опівночі в кінотеатрі «Century 16» в передмісті Аврори. Через 30 хвилин після початку кіносеансу, людина в масці розприскала в залі театру сльозогінний газ, і почала стріляти по людях. Поліція повідомила, що правоохоронці затримали підозрюваного біля театру невдовзі після стрілянини і, що він мав при собі рушницю і пістолет. Ще один пістолет знайшли в приміщенні театру. Зловмисником виявився 24-річний Джеймс Голмс. Правоохоронці кажуть, що Голмс, імовірно, не пов'язаний з будь-яким терористичним угрупуванням. Поліція вважає, що Джеймс Голмс душевнохворий. Він пофарбував волосся у червоний колір і називає себе Джокером, очевидно маючи на увазі головного «ворога» Бетмена.

Режисер стрічки Крістофер Нолан висловив «глибоку скорботу» у зв'язку з подіями в кінотеатрі: 
|  | Кінотеатр – це мій дім. Усвідомлення того, що хтось так брутально сплюндрував це безневинне та повне очікувань місце, є просто руйнівним |

## Касові збори
Картина з бюджетом в 250 мільйонів доларів демонструється в більш ніж 4-ох тисячах кінотеатрів. Після подій у Аврорі їй прогнозували провал у касових зборах. Однак як показали результати перших днів прокату касові збори впали але не значно. У кінотеатрах США і Канади 20-22 липня фільм зібрав близько 162 млн дол., що приблизно на 11 мільйонів доларів менше за прогнозовані суми. Деякі кінокритики вважають, що інтерес до фільму завдяки інциденту лише зріс. Загалом «Темний лицар повертається» зібрав 1 081 041 287 доларів США, ставши таким чином другою найкасовішою картиною 2012 року після фільму Месники (1,5 млрд.$).